# Филип II Македонски (Енидже Вардар)
Филип II Македонски (на гръцки: Άγαλμα Φιλίππου Β') е паметник в Енидже Вардар на древномакедонския цар Филип II Македонски. Паметникът е разположен в парк „Филипио“. Построен е в началото на XXI век.